# Prodigy (rapper)
Prodigy, nome artístico de Albert Johnson (Hempstead, 2 de novembro de 1974 – Las Vegas, 20 de junho de 2017), foi um rapper americano, membro e fundador do grupo de hip-hop Mobb Deep, juntamente com o rapper Havoc. Assinou em 2005 com a gravadora do grupo G-Unit, a G-Unit Records.

## Biografia
Nascido em Hempstead, Long Island, em Nova Iorque, e filho de pais com descendência etíope e jamaicana. Prodigy durante anos fez parceria com o rapper Havoc, em álbuns como The Infamous (1995) e Hell on Earth (1996)
Em 2000, lançou seu primeiro álbum solo, H.N.I.C., pela Relativity Records no final de 2000. Neste álbum, Prodigy colaborou com produtores como The Alchemist e Rockwilder. H.N.I.C., que vendeu cerca de 500 mil cópias nos Estados Unidos, ganhando assim o estatuto de disco de diamante.
Seu segundo álbum de estúdio,  Return of the Mac, foi lançado em 2007, pela Koch Records.
O rapper lançou seu terceiro álbum a solo, H.N.I.C. Part 2, em 2008.
Albert Johnson morreu dia 20 de Junho de 2017 em Las Vegas, Nevada, aos 42 anos. Johnson foi hospitalizado por complicações relacionadas com a anemia falciforme.

## Discografia

### Álbuns solo
| Informações do álbum |
| --- |
| H.N.I.C. - Lançado: 14 de novembro de 1999 - Vendas nos EUA: 32.000.000 - Certificação RIAA: Diamante - Posições nos EUA: - R&B/Hip-Hop: - Singles: "Keep It Thoro", "Rock Dat", "Y.B.E." |
| Return of the Mac - Lançado: 27 de março de 2007 - Vendas nos EUA: 127.000 - Certificação: - Posições na Billboard: #32 - Singles: "Mac 10 Handle", "Stuck on You"                        |
| H.N.I.C. Part 2 - Lançado: 22 de abril de 2008 - Vendas nos EUA: 32.000 - Certificação: Platina - Posições na Billboard: #1 - Singles: "A,B,C's", "The Life", Dirty New Yorker            |

### Singles
- "Mac 10 Handle" (2006)
- "New York Shit" (2006)
- "Stuck on You" (2007)
- "7th Heaven" (2007)
- "A,B,C's" (2007)
- "The Life" (2008)